# Wu Yi

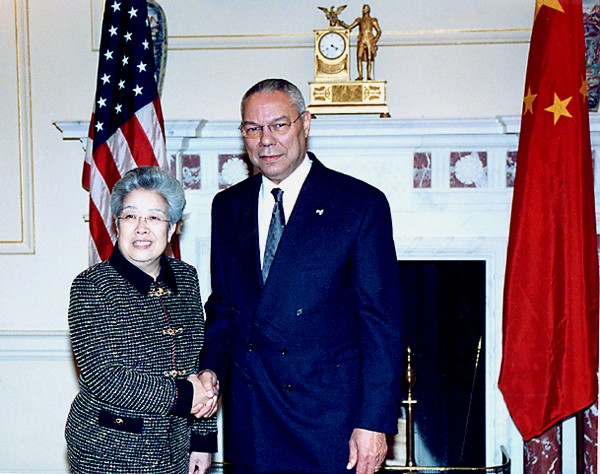
Wu Yi met Colin Powell, 2004

Wu Yi (november 1938) is een Chinees politica van de Communistische Partij van China. Zij is een van China's vicepremiers.
Tijdens de SARS-crisis was zij minister voor gezondheidszorg in China. In 2006 riep Forbes-magazine haar tot de derde invloedrijkste vrouw van de wereld (na Angela Merkel en Condoleezza Rice). In 2004 en 2005 eindigde ze hierbij zelfs op de tweede plaats.
- Gemeinsame Normdatei: 1198505354
- International Standard Name Identifier: 0000 0000 5813 8302
- Library of Congress Control Number: no2004093936
- Nationale Bibliotheek van Tsjechië: js20060922023
- Virtual International Authority File: 84254249
- WorldCat: E39PBJyxgmfvJ3QP6wWWyDMVmd